# 武沢豊
武沢 豊（たけざわ ゆたか、1958年5月16日 - ）は、北海道旭川市出身のギタリスト、作曲家、音楽プロデューサー。血液型はAB型。1973年からロックバンド『安全地帯』のメンバーとして活動中。武沢 侑昂の名も併せて用いている。

## 来歴

### 幼少・青少年期
- 小学生の頃、ザ・ベンチャーズの影響を受けてギターを始め、クラシック・ギターも習う。
- 1972年、北海道旭川市へ転居。旭川市立神居中学校2年の同級生、玉置浩二と出逢う。
- 1973年、兄の俊也、玉置と共にバンド『インベーダー』を結成し、後に『安全地帯』と改名する。
- 1977年、安全地帯のベーシストとなる六土開正率いる『六土開正バンド』と合併。『安全地帯』の原型が完成する。
- 1981年、井上陽水のコンサートツアーのバックバンドに安全地帯が抜擢され、上京する。

### バンド『安全地帯』デビュー
- 1982年、安全地帯1st.シングル『萠黄色のスナップ』でキティレコード（後のユニバーサル ミュージック）からデビュー。
- 1988年、安全地帯のコンサートツアーと並行して、サポート・ミュージシャンの蛎崎弘と『蛎崎弘＋"r"project』の活動を開始する。コンサートでも演奏を披露。8月に安全地帯が活動休止を宣言。これは、バンドメンバー個々の音楽活動の進化の影響とバンドの追求する音楽の方向性を模索する結果であった。
- 1990年、安全地帯の活動再開。洗練された都会的ロック指向から野性味のあるロックを目指し、社会問題からメッセージソングも取り入れた。
- 1992年、単独での活動としてサウンド・プロデュース活動を開始。
- 1993年、安全地帯23rd.シングル『ひとりぼっちのエール』発売以降、再度活動休止。プロデューサーに須藤晃を迎え、バンドの方向性に据えようと試みるが、それに伴うレコード会社移籍、音楽性志向に不安な状態のためであった。

### 音楽プロデューサー活動期
- 1994年、安全地帯より一時脱退を表明。プロデュース業に専念する。バンドリーダーの玉置のソロ活動は、模索段階も相まっての音楽が他メンバーの参加によって表現された。
- 1998年、安全地帯の活動再開を玉置が強く望み、ソロコンサートツアーへの参加要請に武沢も応じる。
- 1999年、バンド活動再開には至らないものの、玉置が安全地帯の楽曲集としてセルフカバー・アルバム『ワインレッドの心』を発表する。武沢以外のメンバーがスタジオ・ミュージシャンとして参加している。プロデュース業においては、デジタル・オーディオ・ワークステーション「Pro Tools」を本格的に採用。

### バンド『安全地帯』再合流
- 2001年、安全地帯の新譜録音に向けてメンバーが集結する。玉置ソロ活動のサポート・ミュージシャン・安藤さと子の支持活動が功を奏した。
- 2002年、安全地帯24th.シングル「出逢い」発売で、9年ぶりに活動再開。これをもって、バンドに正式復帰するが、事故に遭遇。コンサートツアーには参加を断念。
- 2003年、安全地帯10th.アルバム『安全地帯X〜雨のち晴れ〜』を発表し、コンサートツアーに参加する。
- 2004年、安全地帯、三度目の活動休止。武沢の事故後の経過観察も影響した。以降は、メンバー個々の活動に入り、武沢は音楽プロデューサー、スタジオ・ミュージシャンの活動となった。
- 2009年、急性膵炎で2年間療養していた玉置が音楽活動再開を決意するにあたり、安全地帯のメンバーを招集。新譜制作・録音に向けて、合宿生活を始める。
- 2010年、安全地帯27th.シングル『蒼いバラ』発売。レコード会社をSony Recordsからユニバーサル ミュージックへ復帰。
- 2012年7月1日、Ustream番組『ソルトモ!』にて、ソニー。ミュージックへの再移籍ならびにデビュー30周年を節目とした初のレーベル『SALTMODERATE』の発足を発表。8月22日に安全地帯初のセルフカバー曲中心のアルバム『The Ballad House』を発売。9月にはいわみざわ公園野外音楽堂キタオンと東京国際フォーラムでのライブを敢行。その模様が収録されたライブDVD『30th Anniversary Concert "The Ballad House"』を12月に発売。12月17日から12月25日にかけて、安全地帯初のクリスマスディナーショーを開催。
- 2013年、安全地帯14th.アルバム『安全地帯XIV〜The Saltmoderate Show〜』において『よかった』『～笑って～』2曲の作曲を担当した。レーベル発足後初となる全国ツアーも開催。ROCK IN JAPAN FESTIVALにも参加。その後韓国・香港・台湾でのアジアツアーを挙行。

### 新ユニット結成
- 2014年、シンガーソングライターである星野裕矢のプロデュースを矢萩渉と共に行った事がきっかけとなり、音楽ユニットEZOを結成。[1]
- 2015年、永年の盟友である音楽プロデューサーの末崎正展の薦めにより、矢萩とのツインギターユニット「ワタユタケ」を結成。クラウドファンディング「muevo」限定でCD『TWIN GUITAR』を発売。
- 2016年3月23日、『TWIN GUITAR』の一般向け販売作品『TWIN GUITAR 完全版』をリリース。4月3日には初となるミニライブとギタークリニックを開催。しかし、ツアー中に脳腫瘍が発見されツアー終了後の5月に緊急入院。全摘出手術を受けた後に活動再開。11月30日にはワタユタケ2ndアルバム『TWIN GUITAR 2』を発売。12月24日にはよみうり大手町ホールでワンマンライブを開催した。
- 2017年4月12日、Sony Music Shop限定販売DVD『GUITAR CLINIC&LIVE』をリリース。4月29日には羽田空港ティアットスカイホールにてスペシャルライブ、「CLUB CITTA' PRESENTS ワタユタケ TWIN GUITAR ～春の宴～ -スペシャル 2SHOWS-」ならびに安全地帯のメンバーによるトークショーが開催。5月31日には安全地帯のデビュー35周年を記念した初のオールタイム・ベストアルバム『ALL TIME BEST』が発売されたと同時に、グループとしては4年振りとなるツアー（日本武道館2daysならびに香港公演）の開催が発表された。

## 主な音楽活動

### プロデュース担当
- 小椋佳
- 蛎崎弘＋"r"project
- 猿岩石
- 田原俊彦
- to piece
- 星野裕矢
- みのや雅彦
- 村下孝蔵

### スタジオ・ミュージシャンでの参加楽曲
- 上田正樹 「悲しい色やね」
- 江口洋介 「恋をした夜は」
- 尾崎豊
- 酒井法子
- 柴田淳
- 時任三郎
- 浜田省吾 『Wasted Tears』『EDGE OF THE KNIFE』「悲しみは雪のように」「あれから二人」「イメージの詩」「光と影の季節」
- 吉田栄作

### サポート・ミュージシャンでの参加
- 井上陽水 1981年～1983年、安全地帯としてバックバンドを担当。

### S.E.N.S. Project名義での音楽担当
- アニメ「俺物語!!」（2015年）
- 中国CCTVドキュメンタリー「第三極」（2015年）
- 中国ドラマ 麗王別姫〜花散る永遠の愛〜（2017年）
- 中国ドラマ 三国志〜司馬懿 軍師連盟〜（2017年）
- ドラマ「トットちゃん!」（2017年）
- 宇宙戦艦ヤマト2202 愛の戦士たち 第二章～第六章 エンディング主題歌（2017年～2018年）
- 中国ドラマ 笑傲江湖 レジェンド・オブ・スウォーズマン（2018年）

### 出演
- 満点DAM（2019年 - 、エフエムしろいし毎週火曜23:00 - 24:00）
  - コメンテーター　武沢侑昂名義
- 満点DAMミュージックレジェンズ（2021年 - エフエムしろいし毎週日曜22:00-23:00）
  - コメンテーター　武沢侑昂名義